# Richard Barth (Pädagoge)
Richard Barth (* 23. Dezember 1883 in Herold; † nach 1946) war ein deutscher Pädagoge und Hochschullehrer und Mitglied der Deutschen Christen und der NSDAP.

## Leben
Barth wurde im sächsischen Erzgebirge geboren. Er legte seine Abiturprüfung ab und studierte Pädagogik und Philosophie. Nach Vorlage seiner Dissertation wurde er zum Doktor der Pädagogik promoviert. Er wurde Studiendirektor an einer höheren Schule in Sondershausen. Barth gehörte der Thüringer evangelischen Kirche an und war Mitglied im Thüringer Volkskirchenbund.
Im Jahre 1928 wurde er Dozent am Pädagogischen Institut von Jena und zwei Jahre später zum Professor ernannt. Er identifizierte sich mit den völkisch-nationalistischen Positionen der Deutschen Christen und trat 1934 dem NSLB bei, am 7. Oktober 1937 beantragte er die Aufnahme in die NSDAP und wurde rückwirkend zum 1. Mai desselben Jahres aufgenommen (Mitgliedsnummer 5.347.195). Als stellvertretender Leiter des Instituts organisierte er praktisch-pädagogische Lehrgänge für Volksschullehrer. Im Jahre 1939 erklärte er seine Mitarbeit am Institut zur Erforschung und Beseitigung des jüdischen Einflusses auf das deutsche kirchliche Leben. Nun untersuchte er bei didaktischen Lehrgängen die jüdischen Einflüsse im Bildungswesen. Er wirkte daran mit, dass das Alte Testament im schulischen Religionsunterricht seiner Daseinsberechtigung verlustig ging.
Nach der Befreiung vom Nationalsozialismus verlor er sein Amt. Ab 1946 arbeitete er als Grundschullehrer in Jena.

## Werke
- Drei Kriegsgesänge, op. 22. Vieweg, Berlin-Lichterfelde o. J.
- Das Vaterunser-Evangelium. Die frohe Botschaft unseres Heilands im Rahmen des Vaterunsers. Verlag Deutsche Christen, Weimar 1934.
- Das Wetter der Heimat. Ein didaktischer Aufbau. Stenger, Erfurt 1935.
- Die Krisis im evangelischen Religions-Unterricht im Lichte deutschen Christentums. Verlag Deutsche Christen, Weimar 1937.
- Richard Barth, Wilhelm Bauer: Ausgeführte Lehrpläne für die Volks-, Mittel- und höheren Schulen. Diesterweg, Frankfurt am Main 1938.